# Мануил Вутумит
Мануил Вутумит (греч. Μανουὴλ Βουτουμίτης, fl. 1086–1112) был выдающимся византийским полководцем и дипломатом во время правления Императора Алексея I Комнина (годы правления 1081–1118) и одним из самых близких доверенных лиц императора. Участвовал в военных действиях по возвращению Никеи Византии от турок-сельджуков, отвоевании Киликии, а также выполнял роль императорского посла в рамках нескольких миссий к правителям государств крестоносцев.

## Ранние кампании против турок-сельджуков
Мануил Вутумит впервые упоминается в 1086 году в Алексиаде, написанной Анной Комнин (византийская принцесса). Тогда Алексей I Комнин назначил его дуком византийского флота, и затем он был отправлен против Абу-ль-Касима, который был полунезависимым сельджукским правителем Никеи. Абу-ль-Касим готовился отправить флот в Мраморное море, чтобы угрожать Византийскому флоту. Чтобы не допустить этого, Алексей I Комнин отправил Мануила Вутумита с византийским флотом против Абу-ль-Касима, в то время как Татикий выдвинулся к ставке Абу-ль-Касима по суше. Два полководца успешно разбили флот сельджуков и вынудили Абу-ль-Касима отступить к Никее, где он заключил перемирие с Византией.
Позднее, в 1092 году, после того как Великий дука императора Алексея, Иоанн Дука, победил эмира Смирны Чака-бея, Мануил Вутумит, вместе с Александром Евфорвином, были выданы в качестве заложников эмиру, чтобы гарантировать безопасность его эвакуации на остров Лесбос. Некоторое время спустя, Иоанн Дука и Мануил Вутумит были направлены против повстанцев Карика на Крите и Рапсомата на Кипре. После подавления восстания Карика, они отправились на Кипр, и расположенный там город Кириния быстро пал. Рапсомат вышел чтобы сразиться с ними и занял высоты над городом, но Мануил Вутумит выманил многих его людей на открытую местность, и бунтарь вынужден был бежать с поля битвы. Мануил Вутумит преследовал и настиг его в церкви Святого Креста, где бунтарь нашел убежище. Обещав спасти ему жизнь, Мануил Вутумит пленил его и доставил его к Иоанну Дуке. Согласно традиции, будучи на Кипре, он основал Киккский монастырь.

## Первый крестовый поход и осада Никеи
Император Алексей очень уважал Вутумита и доверял ему. Анна Комнин называет его «единственным доверенным лицом Алексея». Поэтому он играл важную роль в хрупких отношениях с крестоносцами  Первого крестового похода: в 1096 году Мануил Вутумит был отправлен сопровождать потерпевшего кораблекрушение Гуго Великого (графа Вермандуа) из Дурреса в Константинополь, а в 1097 году он был отправлен во главе небольшого отряда, чтобы сопровождать армию крестоносцев в ее походе на турок в Анатолии.
Первым большим препятствием на пути крестоносцев была Никея, столица сельджуков, которую они осадили. Мануил Вутумит был проинструктирован императором Алексем о том, чтобы добиться сдачи города силам императора, а не крестоносцам. Сразу после начала осады Мануил Вутумит в многочисленных письмах пытался убедить сельджуков сдаться ему, используя для этого обещания амнистии и угрозы массовой расправы, которую крестоносцы могут устроить, если возьмут город силой. Турки согласились на переговоры, позволив Мануилу Вутумиту войти в город. Два дня спустя, на фоне новостей о приближении сил поддержки под руководством султана Кылыч-Арслана I (годы правления 1092–1107), они вынудили Мануила Вутумита уйти. Однако, после того как силы поддержки были разбиты крестоносцами, и имперский отряд под руководством Мануила Вутумита получил контроль над открытым путем снабжения города, проходящим через озеро Изник, а также, когда 2000 византийцев под руководством Татикия присоединились к осаде города крестоносцами, жители города решили принять условия Алексея, которые заключались в следующем: Мануил Вутумит войдет в Никею и покажет Золотую буллу византийского императора, предлагая щедрые условия для жены султана и его сестры, которые находились в городе. Мануил Вутумит, однако, сохранил соглашение в секрете и подготовился вместе с Татикием к возобновлению штурма крестоносцами и византийцами. Хитрость сработала: день финального штурма был назначен на 19 июня, но когда на рассвете начался штурм, византийцы, впущенные в город через ворота со стороны озера, подняли их флаги над укреплениями, оставив крестоносцев за стенами.
Хотя в общем и целом крестоносцы приняли результат, данное событие испортило отношения. Лидеры крестоносцев чувствовали себя обойденными после потерь, которые они понесли, победив турецкие силы поддержки. Но негодование было сильнее среди простых крестоносцев, которые были лишены перспективы грабежа города и возмущены уважительным отношением византийцев к мусульманским пленникам. После падения города, Мануил Вутумит был назначен Алексеем дуксом Никеи. Он преуспел как удерживая контроль над простыми крестоносцами, все еще жаждущих мародерства – их не пускали в город кроме как по группам в десять человек – так и смягчая их лидеров путем дарения подарков, закрепляя их клятву верности Алексею. Также он убедил некоторых крестоносцев вступить в византийскую армию. Они были заняты в гарнизоне Никеи и в восстановлении ее стен.

## Посол и полководец против Боэмунда и Танкреда
В 1099 году Мануил Вутумит был отправлен византийской властью на Кипр в качестве посла к Боэмунду I (князь Антиохии, но был задержан князем на две недели перед тем, как был отпущен. Никакие переговоры начаты не были. Несколько лет спустя (около 1103) Мануил Вутумит был отправлен во главе большой армии, отправленной, чтобы обезопасить Киликию от Боэмунда. После того, как византийцы взяли под контроль Анталью, они заняли Кахраманмараш и прилегающий к нему регион. Мануил Вутумит оставил в регионе крупные силы под руководством Монастра, чтобы защищать провинцию и вернулся в Константинополь.
В 1111-1112 годах Мануил Вутумит был отправлен в качестве посла в Иерусалимское королевство, чтобы обеспечить помощь королевства против Танкреда, регента Боэмунда в Антиохии, который отказывался соблюдать Девольский договор от 1108 года, который превращал Антиохию в зависимое от Византии государство. Вначале, Мануил Вутумит отправился из Кипра в Триполи. Согласно Алексиаде, местный правитель, Бертран (граф Тулузы), с готовностью согласился помочь императорским силам против Танкреда, и, даже, заплатить дань Алексею, когда он бы прибыл, чтобы осадить Антиохию. Затем, византийские послы отправились, чтобы встретиться с королем Иерусалима, Балдуином I, который осаждал Тир. Мануил Вутумит пытался убедить Балдуина выступить против Танкреда, предлагая существенную награду в золоте, и высказывая различные преувеличенные утверждения, например, что Алексей был предположительно уже в пути и достиг Селевкии. Однако, Балдуин, осведомленный от своих советников о лживости заявлений Мануила Вутумита, потерял доверие к нему. Он притворился, что готов начать военные действия против Танкреда, при условии, что получит обещанные дотации вперед. Мануил Вутумит, однако, понял намерения короля и отказался их выдать. Таким образом, миссия в Иерусалиме закончилась неудачей, и Мануил Вутумит покинул Иерусалим, вернувшись в Константинополь через Триполи.